# Ruimtevaart naar Mars

Optimale (Hohmann-)baan

Sinds 1960 zijn er enkele tientallen ruimtevluchten ondernomen naar de planeet Mars. Het verkennen van Mars is een onderdeel van ruimtevaartprogramma's van Amerika, de Sovjet-Unie/Rusland, Europa, Japan en India. In alle gevallen gaat het daarbij tot nu toe om onbemande ruimtevaartuigen. Deels ging het daarbij om ruimtevaartuigen die langs de planeet vlogen (een scheervlucht of "flyby") of ruimtevaartuigen die in een baan om de planeet gingen draaien (een "orbiter" oftewel een satelliet of kunstmaan). In andere gevallen werd er geland op het oppervlak van de planeet met een "lander", een landingsmodule die op de plek van landing onderzoek doet. 
De eerste landing vond plaats in 1971. In een later stadium werden er ook "rovers" naar het Marsoppervlak gebracht, voertuigen (robotwagentjes) die kunnen rondrijden om over een grotere afstand onderzoek te doen. De eerste robot die daadwerkelijk op Mars rondreed was de Sojourner in 1997.
Het doel van deze missies is het verzamelen van gegevens over de omstandigheden op Mars, over de geschiedenis van de planeet en het onderzoeken van de mogelijkheden voor bemande ruimtevluchten naar Mars. Meer kennis over de rode planeet zou ook meer inzicht kunnen geven in de geschiedenis van de Aarde.

## Mars

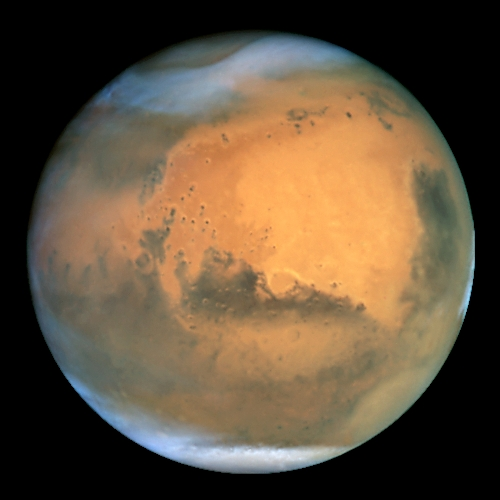
Foto van de planeet Mars gemaakt door de Ruimtetelescoop Hubble in 2001

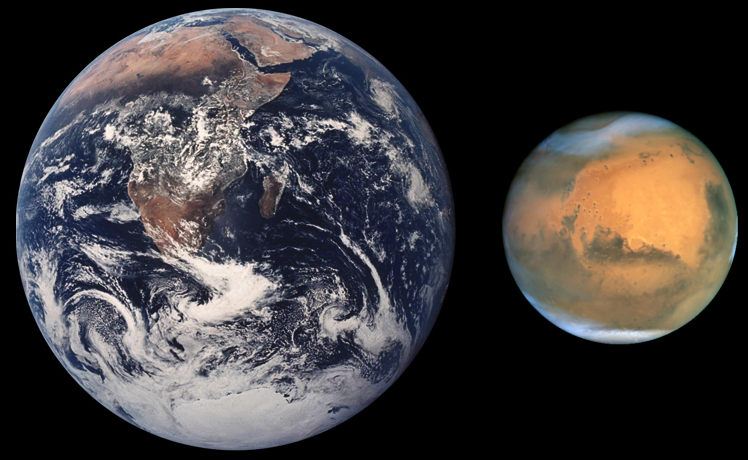
De grootte van de Aarde ten opzichte van Mars

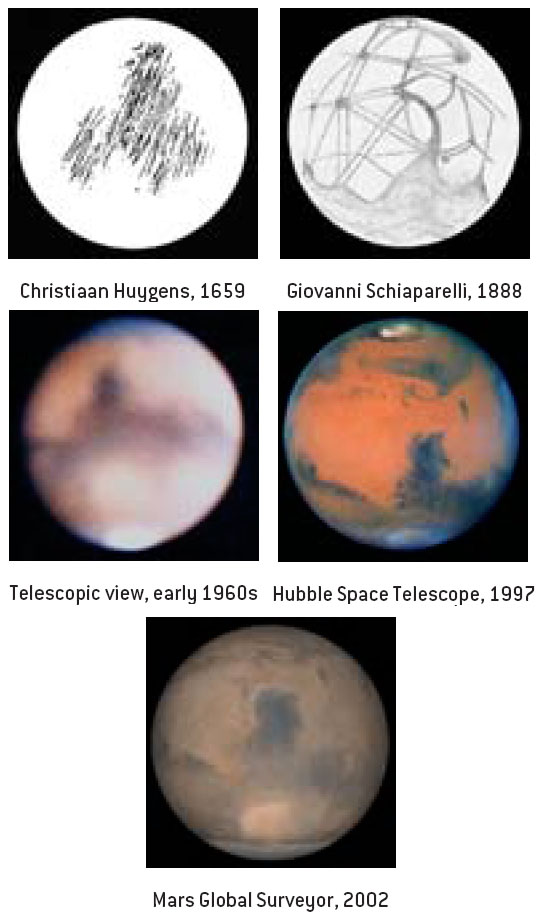
Onderzoek naar Mars door de eeuwen heen.

Mars is de vierde planeet van het zonnestelsel, met een baan tussen de Aarde en Jupiter. Het is een aardse of terrestrische planeet (opgebouwd uit vaste stoffen) en is gevormd in dezelfde tijd als de Aarde. De diameter van Mars is ongeveer half zo groot als die van de Aarde. Hij heeft een zeer dunne atmosfeer, kent dagen (sol) en seizoenen, en de temperatuur ligt tussen de 20 °C en −140 °C. Het oppervlak is kaal, woestijnachtig, met een roodachtige kleur die wordt veroorzaakt door ijzer(III)oxide.
Al eeuwenlang is Mars het onderwerp van onderzoek geweest. In de zeventiende eeuw werd de planeet voor het eerst door een telescoop bekeken. Bij die vroege waarnemingen werden kleurveranderingen vastgesteld, die werden toegeschreven aan seizoensgebonden begroeiing. Later noemde men donkere lijnen die werden waargenomen "kanalen", wat suggereerde dat ze zouden zijn aangelegd door intelligente wezens. Hoewel deze eerste veronderstellingen over mogelijke begroeiing, kanalen en intelligent leven later onjuist bleken, ontstond er hierdoor een brede publieke belangstelling voor Mars.
In de negentiende eeuw werden de telescopen sterk genoeg om het Marsoppervlak te bestuderen. De rotatieperiode (de "Marsdag" of sol) van de planeet werd vastgesteld en de twee manen, de poolkappen en de berg Olympus Mons werden ontdekt. Door al deze ontdekkingen nam de interesse voor verdere studie van de planeet toe. Er waren wijdverbreide speculaties over intelligente wezens (marsmannetjes) en oude beschavingen op Mars. Nog tot in de jaren 60 van de twintigste eeuw verschenen er wetenschappelijke publicaties over vermeend leven op Mars.
Pas toen de eerste ruimtesondes van het Marinerprogramma langs de planeet vlogen (vanaf 1964), werd met zekerheid vastgesteld dat er geen vegetatie of zichtbaar leven op Mars voorkomt.

## Lanceervenster
Een lanceervenster wil zeggen dat er een specifiek tijdsbestek is waarin de lancering moet plaatsvinden. De periodes waarin Mars met zo min mogelijk energie te bereiken is, komen met intervallen van 2,135 jaar. Dat zijn ongeveer 26 maanden of 780 dagen. Dit is een gevolg van de baan en de omlooptijd van Mars in verhouding tot die van de Aarde.
De duur van het lanceervenster is meestal ongeveer een maand. Overzicht van een aantal gunstige periodes:
- 18 november 1996
- 22 januari 1999
- 19 april 2001
- 5 juni 2003
- 10 augustus 2005
- 21 september 2007
- 15 oktober 2009
- 7 november 2011
- december 2013 / januari 2014
- februari / maart 2016
- mei 2018
- juli 2020

Bij deze zo min mogelijk energie kostende banen is de verhouding tussen de twee planeten zodanig, dat het traject half rond de Zon gaat. Een alternatieve mogelijkheid gaat eerst richting Venus en draait ongeveer 360 graden rond de Zon, waardoor de af te leggen weg veel langer wordt.

## De eerste ruimtesondes langs en rond Mars
Voor een chronologische lijst met alle ruimtevluchten naar Mars, zie Lijst van ruimtevluchten naar Mars.

### De eersteSovjetmissies
Het Mars 1M-programma was het eerste Russische interplanetaire onderzoeksprogramma voor onbemande ruimtevaartuigen. Het bestond uit twee sondes die langs Mars moesten vliegen (flyby), de Mars 1960A en de Mars 1960B (oftewel Marsnik 1 en 2, of de Korabl 4 en 5). Ze werden gelanceerd op 10 en 14 oktober 1960. Beide sondes gingen verloren door een mislukte lancering. Na de lancering bleken de pompen van beide draagraketten in de derde fase niet in staat genoeg stuwkracht te ontwikkelen om de ontbranding te starten. Hierdoor werd de parkeerbaan om de Aarde niet bereikt. Het ruimtevaartuig bereikte een hoogte van 120 kilometer voor het weer terugviel.
Mars 1962A of Spoetnik 22 (lanceerdatum 24 oktober 1962) moest ook langs Mars vliegen en het was de bedoeling dat Mars 1962B of Spoetnik 24 (4 november 1962) op Mars zou landen. Beide missies mislukten door problemen met de raket. De Mars 1962B bereikte een baan om de aarde, maar brak in stukken toen zijn raketmotoren opstartten om de baan om de aarde te verlaten.
De Sovjet-Unie startte ondertussen met het Marsprogramma, een serie onbemande ruimtevluchten naar Mars, dat tot in de jaren 70 door zou lopen. De eerste lancering binnen dit programma was de Mars 1 (1962 Beta Nu 1, of Spoetnik 23) op 1 november 1962. Deze moest foto's maken van het Marsoppervlak en wetenschappelijke gegevens verzamelen (onder andere over kosmische straling, micrometeorieten en het magnetische veld van Mars). Na een geslaagde lancering verliet het vaartuig de parkeerbaan rond de Aarde en de zonnepanelen functioneerden goed. Op weg naar Mars was er elke paar dagen radiocontact, waarbij de sonde gegevens doorstuurde. Voordat de planeet werd bereikt, ging het radiocontact op 21 maart 1963 echter verloren, mogelijk door een defect standregelsysteem. De sonde maakte wel nog de beoogde scheervlucht langs Mars (op 19 juni 1963, op ongeveer 193 000 km afstand) en ging vervolgens in een baan om de Zon draaien.
In het jaar erna mislukte nog een Marsmissie van de Sovjet-Unie, Zond 2 (30 november). De sonde ging wel op weg naar Mars, maar het contact raakte verbroken na een koerswijziging in mei 1965. Enkele jaren daarna mislukten opnieuw twee lanceringen, Mars 1969A en Mars 1969B, in het voorjaar van 1969. Deze hadden als kunstmatige satelliet rond Mars moeten gaan draaien.
De Sovjet-Unie wilde een satelliet in een baan om Mars brengen vóór de geplande satelliet van de Amerikanen (Mariner 8 en 9). Maar ook de lancering van de Kosmos 419 (Mars 1971C) op 5 mei 1971 mislukte. Op 10 mei 1971 bereikte de Kosmos 419 (Sovjet-Unie) een baan om de Aarde, maar door een verkeerd ingestelde tijdschakelaar (1,5 jaar in plaats van 1,5 uur) werden de raketmotoren niet aangezet om de baan om de Aarde te verlaten. Twee dagen later verbrandde de Kosmos 419 in de atmosfeer van de Aarde.
Slechts enkele weken na NASA's Mariner 9 bracht ook de Sovjet-Unie een ruimtesonde in een baan om Mars. Zij waren bovendien de eersten die daarbij een landingsmodule, de Mars 3 (2 december 1971) op het Marsoppervlak wisten te laten landen.

### HetMarinerprogrammavan NASA

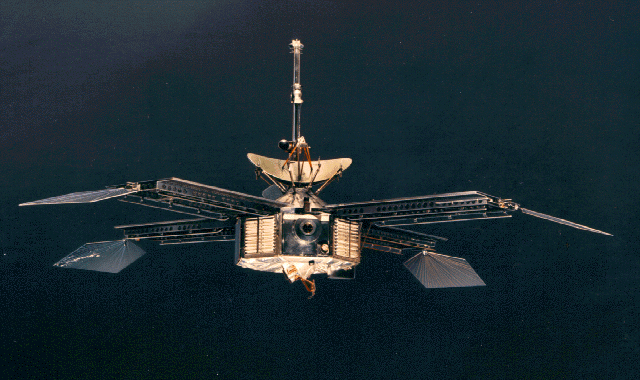
Mariner 3 en 4

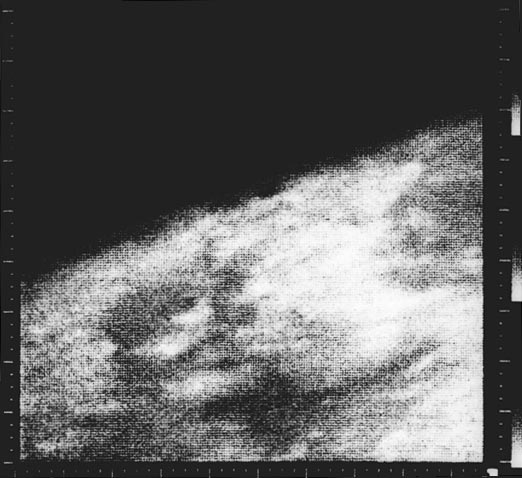
Een van de eerste close-up foto's van het marsoppervlak door Mariner 4 (1965)

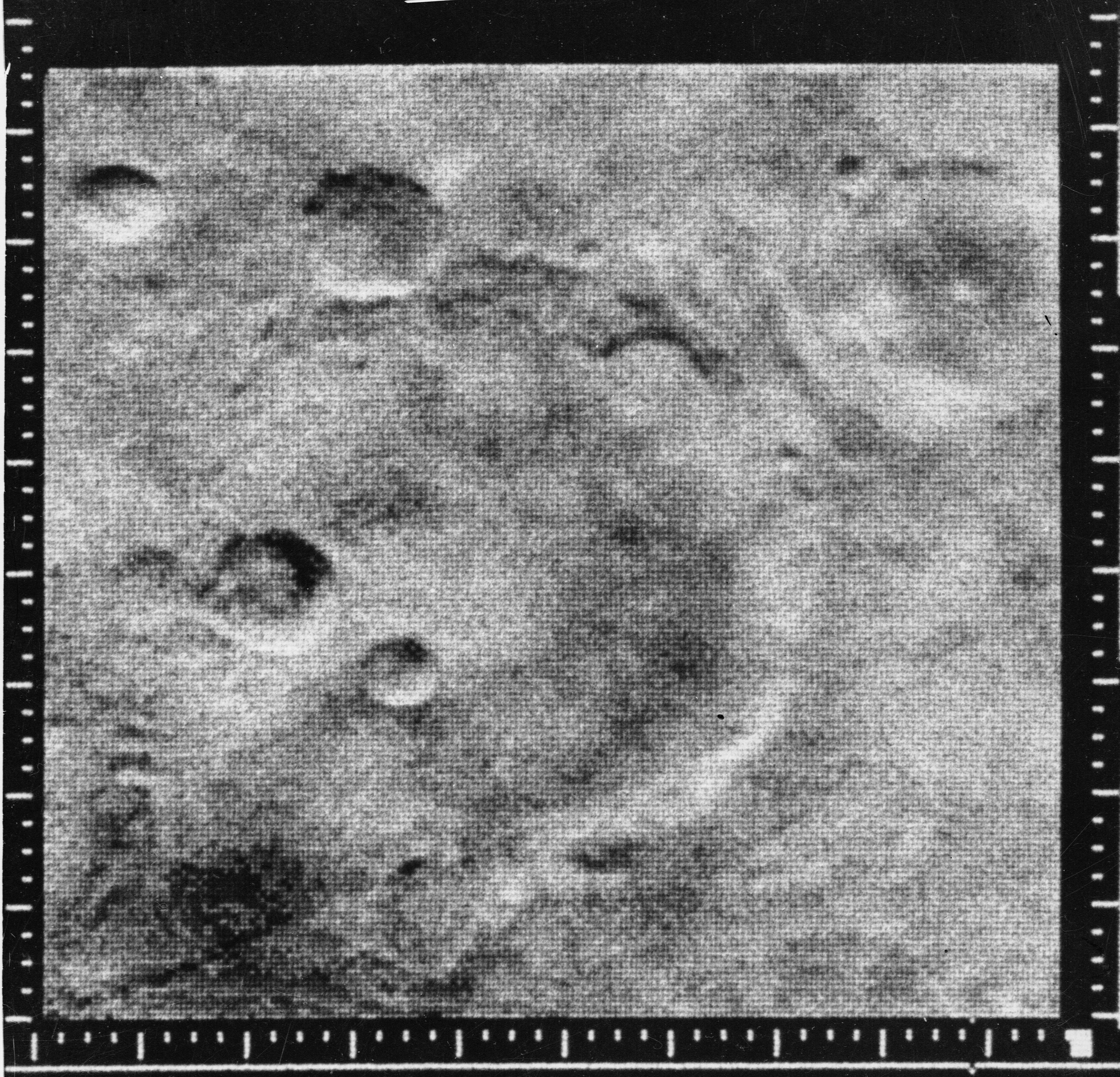
Marinerkrater gefotografeerd door Mariner 4.

In 1964 deed het Jet Propulsion Laboratory van NASA twee pogingen om Mars te bereiken. Mariner 3 en 4, twee identieke ruimteschepen, waren ontwikkeld om langs Mars te vliegen (een flyby). Mariner 3 werd gelanceerd op 5 november 1964 maar een schild van het ruimtevaartuig liet niet goed los. De zonnepanelen konden geen energie opwekken, de batterijen liepen leeg en de sonde raakte inactief.
Drie weken later, op 28 november 1964, werd Mariner 4 succesvol gelanceerd. Na zevenenhalve maand bereikte hij de rode planeet. Op 14 juli 1965 scheerde hij langs Mars (op een afstand van 9.846 kilometer) en maakte de eerste close-up foto's van een andere planeet. De sonde nam 22 foto's. Deze lieten een kaal oppervlak zien dat vol kraters zat. De dunne atmosfeer en de koude temperaturen die daarbij werden gemeten, wezen op een vrij inactieve planeet die was blootgesteld aan de heftige inwerking van de ruimte. Het werd onwaarschijnlijk dat er intelligente levende wezens op deze planeet zouden voorkomen. De gegevens van de Mariner 4 maakten duidelijk dat, als er leven zou zijn, dat hooguit zou kunnen gaan om simpele levensvormen zoals bacteriën. De totale kosten van de Mariner 4-missie werden geschat op $ 83,2 miljoen.
Tijdens het volgende lanceervenster zette NASA het Mariner-programma voort met twee andere Mars-sondes die langs de planeet moesten vliegen. Deze fly-by-ruimtesondes, Mariner 6 en 7, bereikten de planeet in 1969. Ze vlogen over de evenaar en rond de zuidpool en maakten zo'n tweehonderd foto's. Het doel was meer te weten te komen over het oppervlak en de atmosfeer van Mars.
Mariner 9 was het eerste ruimtevaartuig dat in een baan om Mars werd gebracht, vanaf 13 november 1971. De eerste maanden bleek er zoveel stof in de atmosfeer te zitten, dat het oppervlak niet zichtbaar was. Pas na maanden konden de eerste foto's van het Marsoppervlak worden verstuurd. De Mariner 9 bleef bijna een jaar werkzaam en verstuurde meer dan 7000 foto's, die samen het gehele oppervlak besloegen. De foto's toonden kraters, vulkanen, ravijnen, rivierbeddingen, sporen van wind- en watererosie, enzovoort. Ze vormden het eerste bewijs dat er mogelijk ooit vloeibaar water op de planeet aanwezig was geweest. Ook beide kleine manen van Mars, Phobos en Deimos, werden gefotografeerd.

## Onbemande landingen op Mars
Een marslanding is een landing van een ruimtevaartuig op het oppervlak van Mars. De eerste landing op Mars vond plaats op 2 december 1971 (de Mars 3 van de Sovjet-Unie). In alle gevallen ging het tot nu toe bij een landing op Mars om een onbemande ruimtesonde.

### Het Mars-ruimtevaartprogramma van de Sovjet-Unie
De Sovjet-Unie was het eerste land dat een poging deed om een ruimtesonde te laten landen op Mars, de Mars 1969A en de Mars 1969B in maart en april 1969. Beide lanceringen mislukten echter. Twee jaar later stuurden ze opnieuw twee ruimtevaartuigen voorzien van een lander naar Mars, de Mars 2 en 3 in 1971. Beiden bereikten de planeet, maar de landingsmodule van Mars 2 sloeg te pletter. Het was wel het eerste door mensen gemaakte voorwerp dat neerkwam op het oppervlak van Mars.
De landingsmodule van Mars 3 landde op Mars (2 december 1971) en verzond 20 seconden lang gegevens naar de Aarde, waaronder een deel van de eerste foto. Hierna werd het contact verbroken, door onbekende oorzaak. Wel woedde ten tijde van de landing een enorme stofstorm op de rode planeet. De Mars 2 en 3 hadden elk ook een klein robotwagentje bij zich (een rover), maar deze gingen verloren tijdens de landing. De orbiters die om de planeet bleven cirkelen, verzonden in de periode december 1971 tot maart 1972 veel gegevens naar de Aarde, waaronder 60 foto's. De vorm van het Marsoppervlak kon in kaart worden gebracht en er werd meer bekend over de zwaartekracht en de magnetosfeer van Mars.
Mars 4, 5 en 6 bereikten Mars en stuurden allemaal gegevens terug naar Aarde. Mars 4 raakte niet in een baan rond de planeet en vloog er op 2200 km voorbij. Mars 5 deed enkele weken onderzoek en stuurde zo'n 60 foto's naar Aarde. Mars 6 liet een landingsmodule afdalen, maar de gegevens waren grotendeels onleesbaar. De landingsmodule van Mars 7 miste de planeet op een afstand van 1300 km.
Met de Mars 7 (in maart 1974) eindigde het Mars-ruimtevaartprogramma van de Sovjet-Unie. Nog afgezien van het feit dat NASA over fors grotere budgetten beschikte, liepen de Russen met hun ruimtevaarttechniek behoorlijk achter op de Amerikanen. Daarom richtten de Russen (met het geslaagde Veneraprogramma) hun inspanningen op Venus. Het zou ruim tien jaar duren voor de Sovjet-Unie opnieuw onbemande ruimtevaartuigen richting Mars zou sturen.

### Het Vikingprogramma van NASA

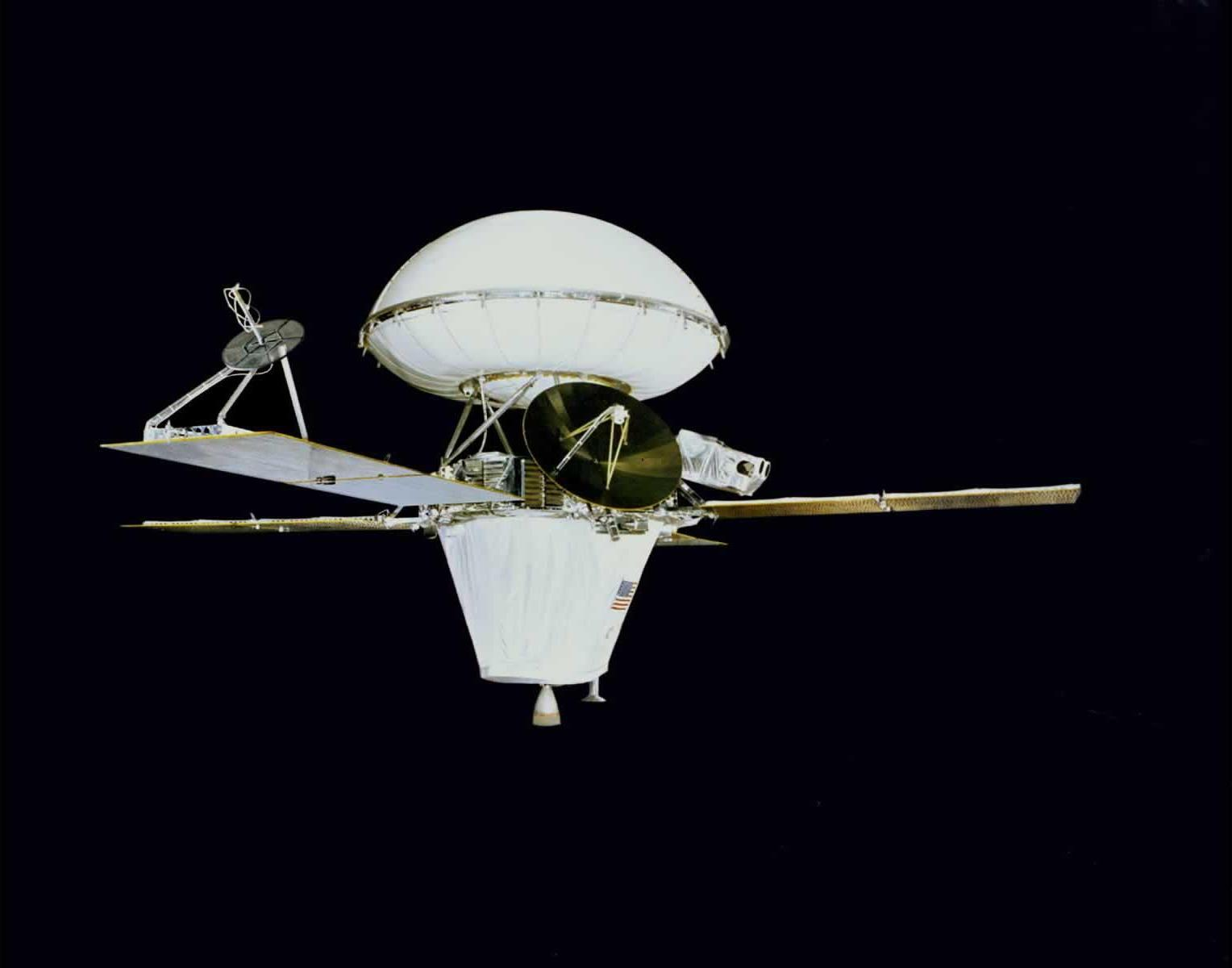
De Viking ruimtesonde

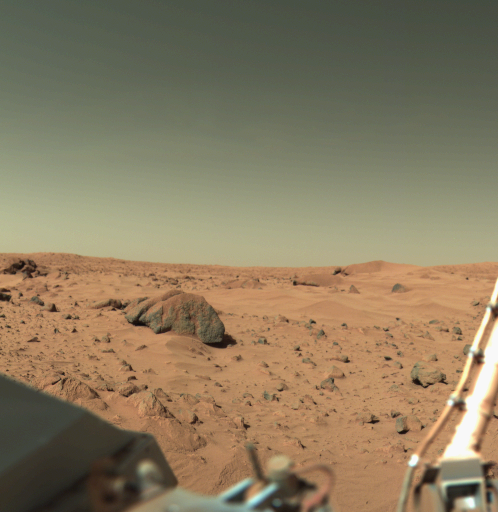
De landingsplaats van de Viking 1 (11 februari 1978)

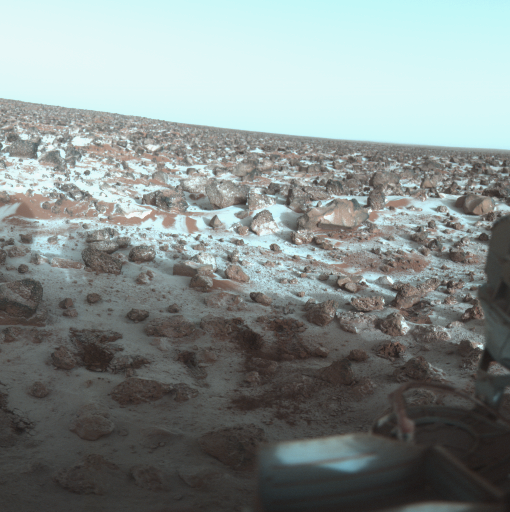
Dun laagje bevroren water op landingsplaats Viking 2 (18 mei 1979)

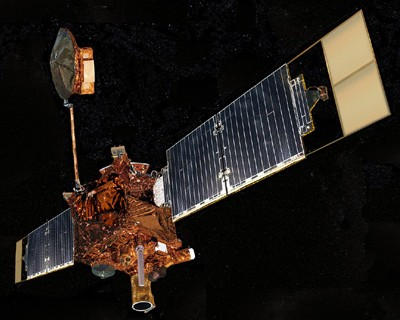
Artistieke impressie van Mars Global Surveyor

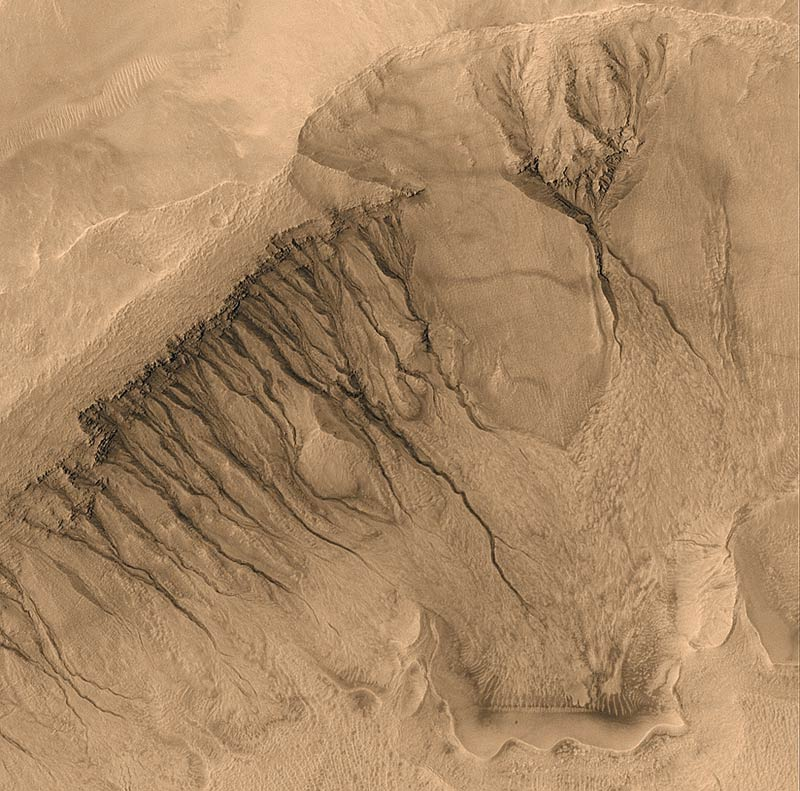
Foto van Mars Global Surveyor (1500 m breed) van geulen in het Newtonbasin op Mars

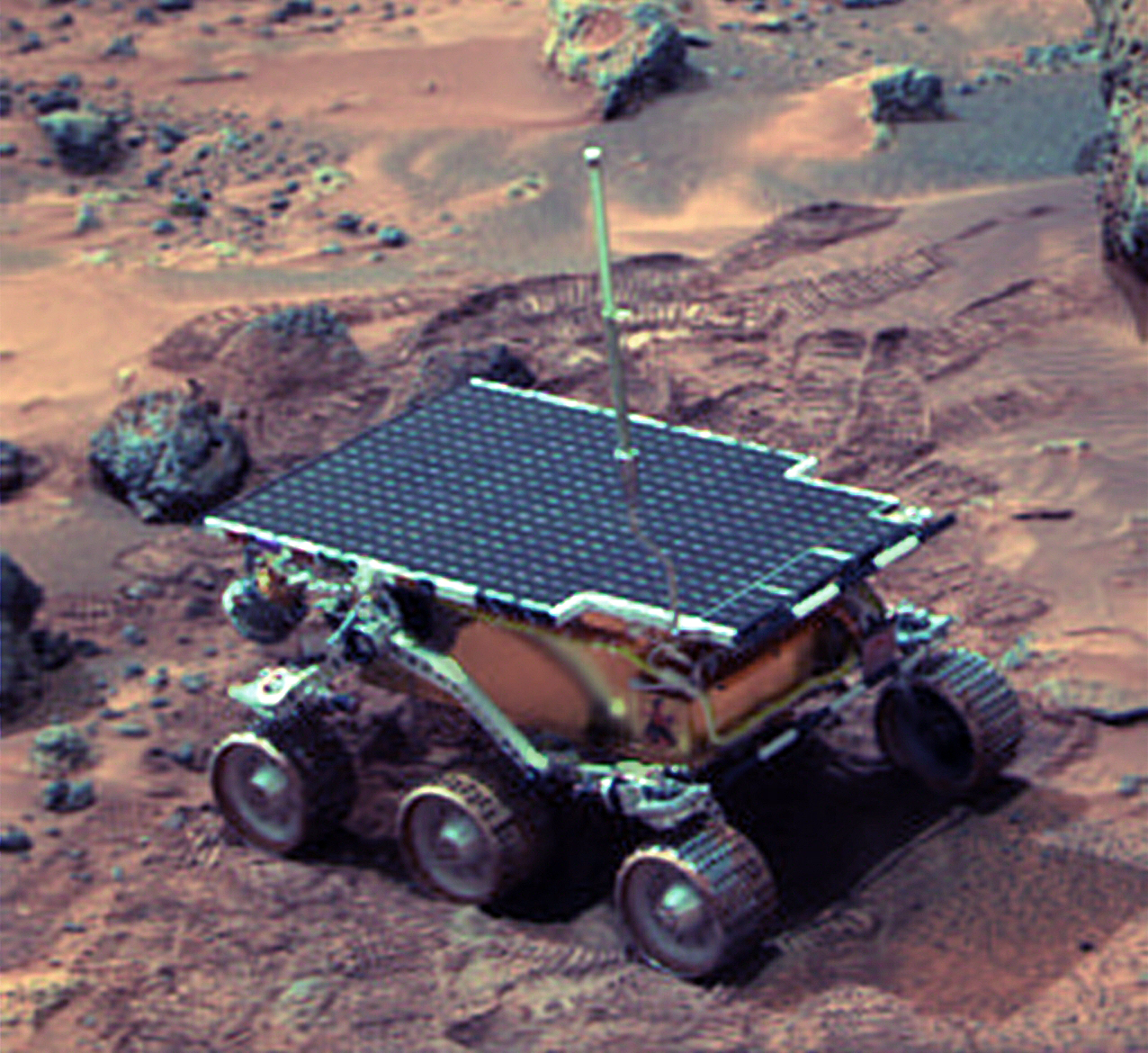
De Sojourner op Mars

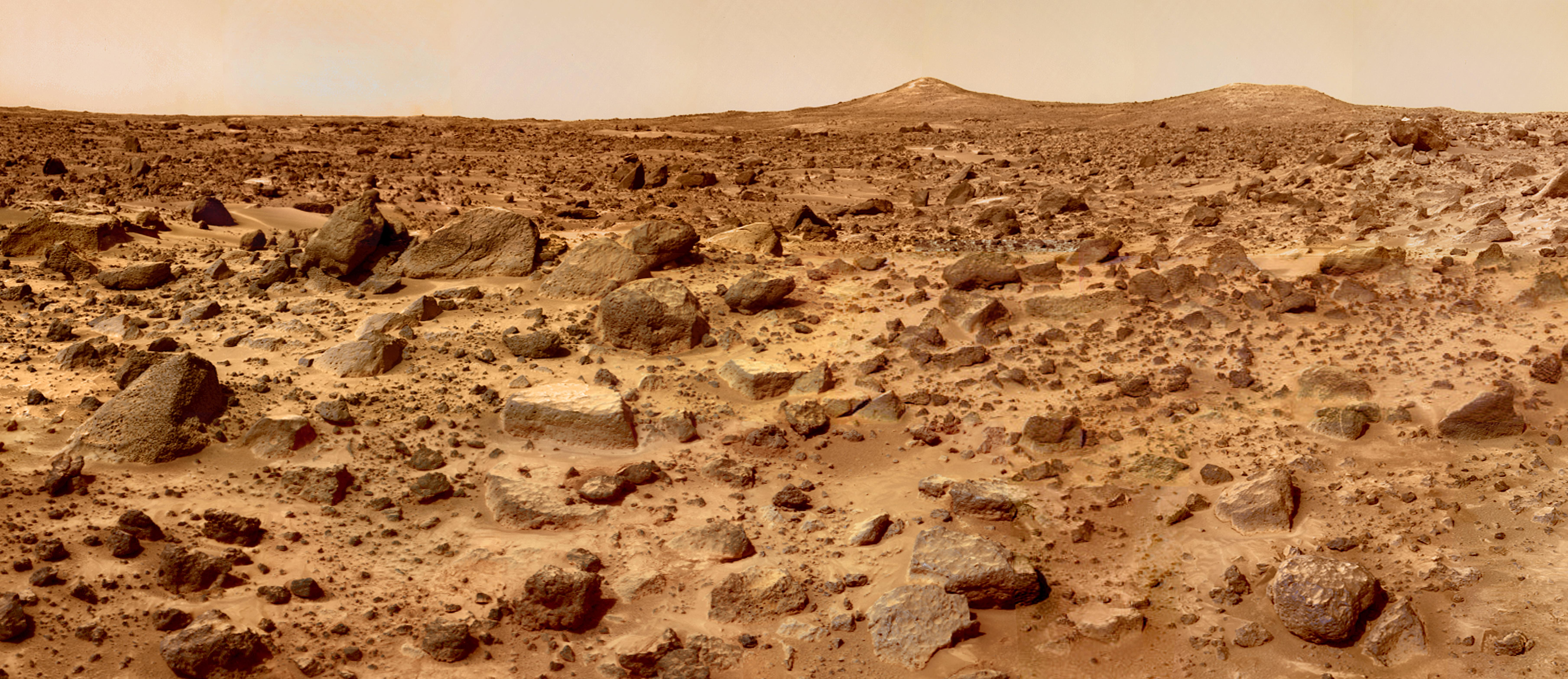
"Ares Vallis" gefotografeerd door Mars Pathfinder

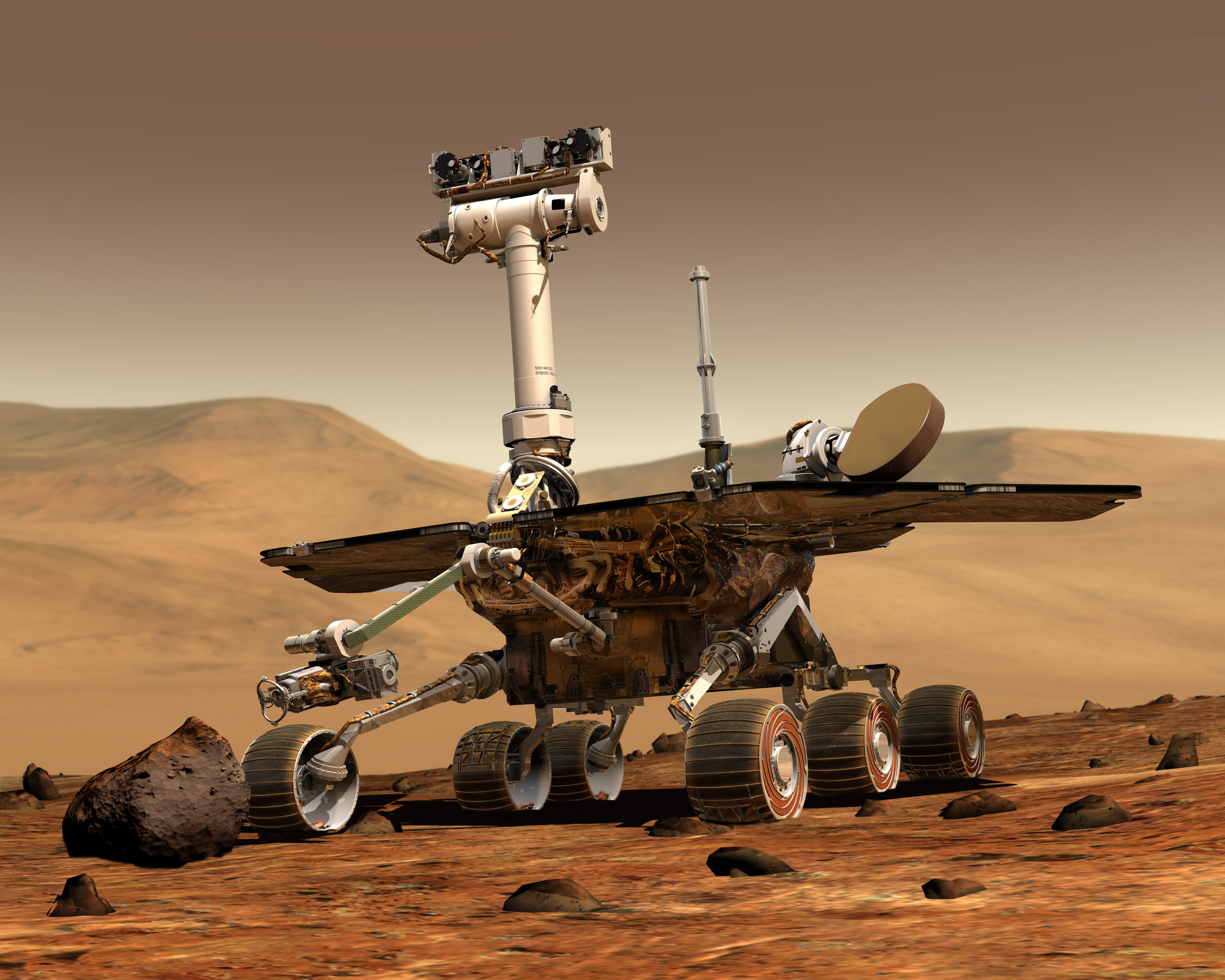
Computerillustratie van de Mars Exploration Rover op Mars

Met het Vikingprogramma stuurde Amerika in augustus en september 1975 twee onbemande ruimtevaartuigen naar Mars, Viking 1 en Viking 2. Beiden bestonden uit een orbiter die om de planeet moest gaan cirkelen en een lander, een landingsmodule. Beide landingen waren succesvol. De eerste kleurenfoto's werden teruggestuurd en er werd uitgebreide wetenschappelijke informatie verzameld, waaronder observaties van seizoensgebonden stofstormen, drukveranderingen en de beweging van atmosferische gassen tussen de poolkappen. Ook voerden de landers biologische experimenten uit waarbij werd gezocht naar sporen van eventueel leven in de bodem.
De Viking 2 Lander bleef ruim 3 jaar en 7 maanden actief (tot 11 april 1980). De Viking 1 Lander bleef maar liefst ruim 6 jaar en 3 maanden werkzaam (tot 13 november 1982). Het Vikingprogramma was een onderdeel van NASA's "Mars Exploration Program" (voor onbemand onderzoek naar Mars). Het was de duurste missie naar Mars tot dan toe, de kosten lagen rond de $ 1 miljard.

### Het Phobos-programma van de Sovjet-Unie
In 1988 stuurde de Sovjet-Unie twee sondes naar Mars in het kader van het Phobos-programma, Phobos 1 (lanceerdatum 7 juli 1988) en Phobos 2 (lanceerdatum 12 juli 1988). Hun doel was het bestuderen van de manen van Mars, Phobos en Deimos, waarbij twee landers op Phobos zouden landen.
Het contact met Phobos 1 raakte onderweg verloren door een softwarefout. De zonnepanelen stonden niet langer gericht op de Zon, waardoor de batterijen leegraakten. Phobos 2 bereikte zijn baan rond Mars (januari 1989). De lander daalde af naar het oppervlak van Phobos. Op minder dan 50 meter afstand, na het loskomen van de twee landers (een immobiel platform en een mobiele "hopper" ("springer")), raakte het contact met de Phobos 2 verbroken door een storing van een van de computers aan boord.
Partner bij deze missie was de Europese Ruimtevaartorganisatie (ESA). Het zou de laatste missie van de Sovjet-Unie zijn.

### Mars Global Surveyor van NASA
Het Amerikaanse agentschap NASA lanceerde op 7 november 1996 het ruimtevaartuig Mars Global Surveyor. Hij kwam op 12 september 1997 in zijn baan om Mars. Zijn primaire doel was het gehele oppervlak van Mars in kaart te brengen (de naam betekent ook zoveel als wereldwijd onderzoeken/opmeten, geheel in kaart brengen).
De missie was zeer succesvol. Na iets meer dan vier jaar waren er 100.000 foto's naar Aarde verstuurd. De Mars Global Surveyor verzamelde wetenschappelijke gegevens over het Marsoppervlak, waaronder miljoenen hoogtemetingen, over de atmosfeer en het magnetische veld van de planeet.
Na ongeveer tien jaar, op 5 november 2006, verloor NASA het contact met de Mars Global Surveyor en in januari 2007 werd de missie beëindigd.

### Mars Pathfinder en de Sojourner van NASA
De ruimtesonde Mars Pathfinder (onderdeel van NASA's "Mars Exploration Program") werd een maand na de Mars Global Surveyor door NASA gelanceerd (4 december 1996) en landde op 4 juli 1997 op Mars. Deze landingsmodule droeg een robotwagentje bij zich, de Sojourner, en zette dit succesvol op het Marsoppervlak. Dit op afstand bestuurbare robotwagentje verkende een aantal meter rond de landingsplaats, de vallei Ares Vallis op het noordelijk halfrond.
Ruim twee maanden deden de Mars Pathfinder en de Sojourner onderzoek. De Pathfinder maakte 16.500 beelden, deed metingen van de atmosfeer en fungeerde als meetstation en als wetenschappelijk station voor de Sojourner (geheugen, foto's, communicatie). De Sojourner maakte ruim 500 foto's en deed onderzoek naar stenen, rotsen, stof en zijn eigen wielsporen.
De bevindingen wezen erop dat Mars in het verleden warm en nat moet zijn geweest, dat er water in vloeibare vorm voorkwam en dat de atmosfeer dikker was.

### Mars Odyssey van NASA
Na een reeks mislukte missies, zowel van Rusland (Mars 96), Japan (Nozomi), als van NASA (Mars Climate Orbiter, Mars Polar Lander, Deep Space 2), bracht NASA op 24 oktober 2001 de Mars Odyssey in een baan rond de planeet. Door middel van spectrometers en beeldgenerators zocht men naar aanwijzingen voor vulkanische activiteit en voor water op Mars in het verleden of heden. In 2002 vond de Mars Odyssey grote hoeveelheden "waterijs" in het zuidpoolgebied. Op 15 december 2010 brak de Mars Odyssey het record van het ruimtevaartuig dat het langste dienstdoet bij Mars, namelijk negen jaar en bijna 2 maanden (3.340 dagen).

### Mars Express en de Beagle 2 van ESA
Op 2 juni 2003 lanceerde de Europese Ruimtevaartorganisatie de ruimtesonde Mars Express en de landingsmodule Beagle 2. Deze landingsmodule was niet mobiel, maar het had een apparaat waarmee het kon graven, een kleine spectrometer, een robotarm om de bodem mee te analyseren en andere apparatuur.
De Mars Express kwam op 25 december 2003 in zijn baan om Mars. De Beagle 2 zette zijn landing in, maar het contact raakte verbroken. In 2015 werd met de Mars Reconnaissance Orbiter de lander teruggevonden.

### Mars Exploration Rovers: de Spirit en de Opportunity (NASA)
In juni 2003 stuurde NASA twee onbemande robotwagens naar Mars: de Spirit en de Opportunity. Deze twee Mars Exploration Rovers kunnen zich over grote afstanden voortbewegen over het Marsoppervlak, onderzoek doen, foto's maken en gegevens naar de Aarde zenden. Bij het contact maken zij deels gebruik van de Mars Odyssey en Mars Global Surveyor. De missie is een onderdeel van NASA's "Mars Exploration Program" voor onbemand onderzoek naar Mars.
De Spirit legde ruim 7 kilometer af en bleef ruim vijf jaar actief (tot 22 maart 2010). De Opportunity was 10 juni 2018 veertien jaar lang actief geweest op Mars en had ruim 45 kilometer afgelegd. Omdat geen contact meer kon worden gelegd, werd de missie op 13 februari 2019 beëindigd.

### Mars Reconnaissance Orbiter van NASA
De Mars Reconnaissance Orbiter (Mars verkenningssatelliet) werd gelanceerd op 12 augustus 2005 en begon zijn baan om Mars op 10 maart 2006.
De satelliet doet dagelijks onderzoek naar de weersomstandigheden en de bodemgesteldheid van Mars, zoekt naar gunstige landingsplaatsen, test nieuwe communicatiesystemen en zoekt naar water, ijs en mineralen zowel op als onder het marsoppervlak.

### Phoenix Lander van NASA
De Phoenix Lander werd gelanceerd op 4 augustus 2007 en landde op Mars op 25 mei 2008. Aan de missie werkten universiteiten mee uit Amerika, Canada, Zwitserland, Denemarken, Duitsland en Groot-Brittannië, en verschillende organisaties, waaronder NASA, het Canadian Space Agency, het Finnish Meteorological Institute, Lockheed Martin Space Systems en MDA.
De Phoenix Lander landde in Green Valley in het noordelijke poolgebied van Mars. De Mars Reconnaissance Orbiter fotografeerde de landing. Op 31 juli 2008 bevestigde NASA dat de Phoenix de aanwezigheid van bevroren water op Mars had bevestigd.
De marslander bleef twee maanden langer werkzaam dan verwacht, tot 10 november 2008.

## Vijftig jaar ruimtevaart naar Mars (1960-2010)
In de eerste vijftig jaar ruimtevaart naar Mars, van 1960 tot 2010, zijn er 38 ruimteschepen naar Mars gestuurd (Rosetta en Dawn, die een komeet als uiteindelijk doel hadden, niet meegeteld). Daarvan waren er 18 van de Sovjet-Unie/Rusland, 18 van Amerika, 1 van Europa en 1 van Japan. Van deze 38 lanceringen waren er 14 succesvol (1 van de Sovjet-Unie, 12 van Amerika en 1 van Europa), dat is iets meer dan een derde van alle lanceringen (36,84 procent).
De kosten van onderzoek naar Mars liepen enorm op doordat ongeveer twee derde van de ruimteprogramma's op een mislukking uitliep. Dit kwam door de complexiteit en het hoge aantal variabelen die meespelen bij een interplanetaire reis. Het fenomeen werd bekend als de "Vloek van Mars" en ook spraken onderzoekers wel over de "Great Galactic Ghoul" (de "Grote Galactische Griezel") die zich in leven zou houden door het eten van ruimtesondes. De zes missies in het eerste decennium van de eenentwintigste eeuw waren wel allemaal (gedeeltelijk) succesvol.

### Nieuwe ontwikkelingen
De concrete plannen voor de jaren 20 en 30 van de eenentwintigste eeuw richten zich op meer internationale samenwerking en op een onbemande retourvlucht, met als doel om monsters van zowel Mars als Phobos voor onderzoek naar de aarde te brengen.
In 2009 werd er een overeenkomst getekend tussen het ruimtevaartagentschap van Amerika, NASA, en de Europese ruimtevaartorganisatie ESA: de "Mars Exploration Joint Initiative" (het Gezamenlijke initiatief voor Marsonderzoek) om de samenwerking te vergroten en gezamenlijk ruimtevaartuigen naar Mars te sturen.
Twee nieuwe landen kondigden plannen voor Marsmissies aan die tussen 2011 en 2020 plaats zouden moeten vinden: China en India. Beide wilden een satelliet rond Mars in omloop brengen. China werkte hiervoor samen met Rusland (de Phobos-Grunt-missie, waarvan de lancering in 2011 echter mislukte).

### Bemande ruimtevaart naar Mars
Al sinds de jaren 50 van de twintigste eeuw worden er plannen gemaakt voor een bemande missie naar Mars. Hierbij spelen politieke en financiële factoren een rol, naast de technische en biologische haalbaarheid. Door de lange duur van zo'n missie spelen ook psychische en sociale factoren voor de astronauten mee, alsmede de langdurige onbereikbaarheid van medische voorzieningen (Rusland heeft hiernaar onderzoek gedaan door middel van een langdurig experiment, Mars-500 (2007-2011)).
Er zijn wetenschappelijke en ethische bezwaren ingebracht tegen het brengen van mensen naar het Marsoppervlak, zij kunnen bijvoorbeeld bacteriën naar het oppervlak brengen. Ook uiten sommige wetenschappers bezorgdheid dat door een zeer dure bemande missie, andere missies onder druk komen te staan, terwijl deze mogelijk meer wetenschappelijke resultaten opleveren.
De Europese ruimtevaartorganisatie, ESA, wil mensen op Mars laten landen tussen 2030 en 2035. NASA mikt op 2037. Het is zeer de vraag of dit financieel haalbaar zal zijn.

## Ruimtevaart naar Mars vanaf 2010

### Curiosity MSL van NASA

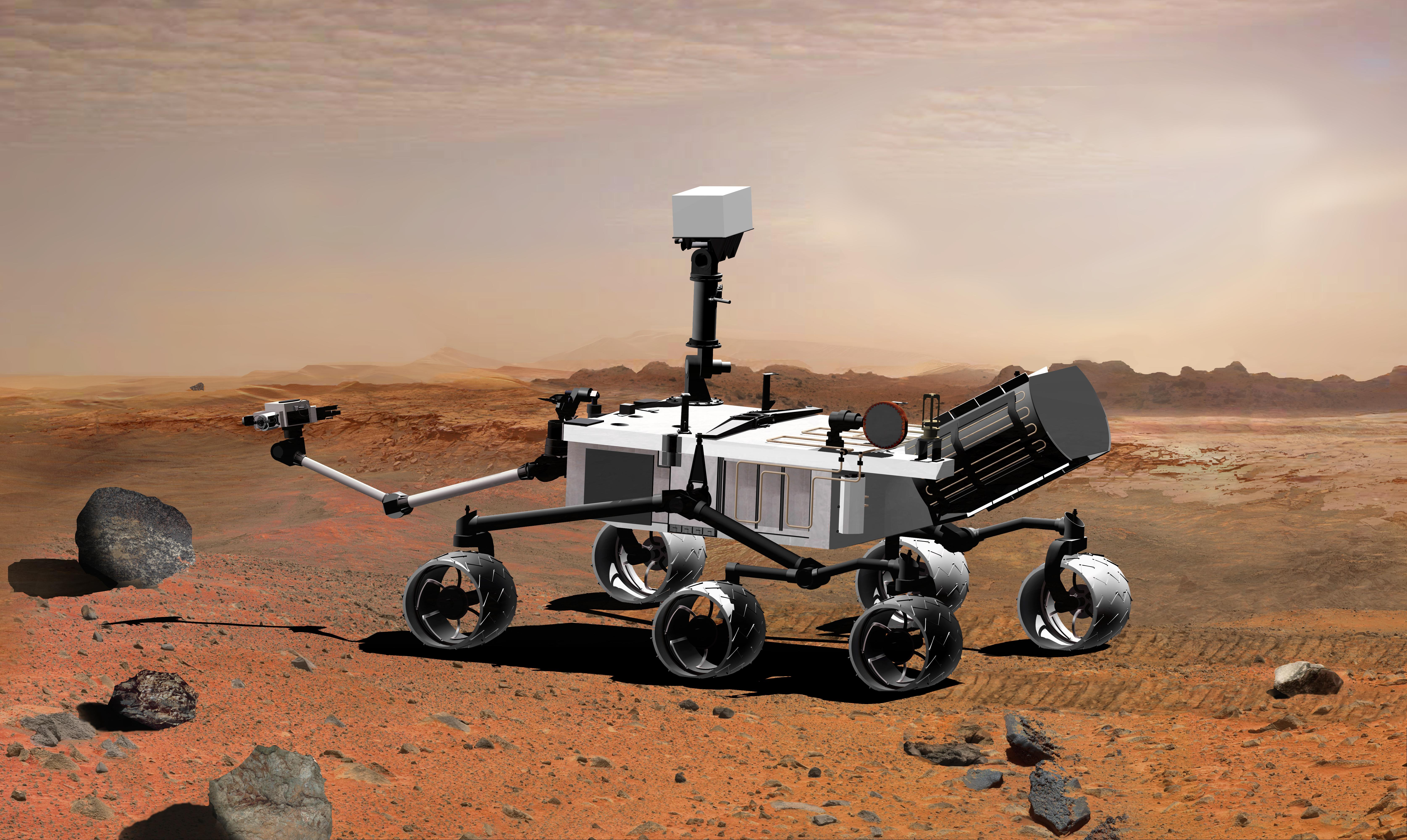
Artistieke impressie van de Curiosity

De lancering van het Mars Science Laboratory (wetenschappelijk marslaboratorium) de Curiosity stond gepland voor oktober 2009, maar werd uitgesteld en vond plaats op 26 november 2011. De Curiosity landde op 6 augustus 2012 in de Galekrater. De Curiosity is een robotwagen van 3 meter lang en 900 kilogram zwaar. Het is onderdeel van NASA's "Mars Exploration Program" en de kosten van het project liggen rond de $ 2,3 miljard.
Het doel van de missie is vierledig: onderzoek naar het klimaat op Mars, onderzoek naar de geologie van Mars, vaststellen of er ooit leven op Mars heeft kunnen ontstaan, en voorbereidend onderzoek voor menselijke verkenning.
De landingsplaats, de Galekrater, is gekozen om de aanwezigheid van kleimineralen en sulfaten, die meer duidelijkheid zouden kunnen geven over de geschiedenis van water op het Marsoppervlak

### Mangalyaan van ISRO (India)
Op 5 november 2013 lanceerde de Indiase Organisatie voor Ruimteonderzoek (Indian Space Research Organisation, ISRO) een ruimtesonde naar Mars. De satelliet heeft de naam Mangalyaan, wat "Mars-schip" betekent in het Hindi. De satelliet zal onderzoek gaan doen naar de atmosfeer van Mars. De satelliet kwam in zijn baan om Mars op 23 september 2014.

### MAVEN van NASA
NASA's satelliet MAVEN (Mars Atmosphere and Volatile EvolutioN) gaat onderzoek doen naar de atmosfeer van Mars en de wisselwerking met zonnewind, om inzicht te krijgen waarom de atmosfeer en het water van Mars zijn verdwenen. De lancering vond plaats op 18 november 2013 en MAVEN bereikte op 22 september 2014 zijn baan om Mars.

## Toekomstige missies
Een overzicht van officieel aangekondigde missies is te vinden in de lijst van Missies in voorbereiding.